# Composition B
La Composition B (composto B), chiamata colloquialmente "comp B" (o anche "compound B"), è un esplosivo composto da quantità variabili di RDX e TNT. È usata come carica principale in granate, missili, bombe a mano, mine e altri tipi di munizione.
Era anche usato nelle lenti esplosive delle prime bombe atomiche a implosione, sviluppate dagli Stati Uniti (come nel "The Gadget").

## Componenti
Le percentuali standard sono (in peso) 59,5% RDX (velocità di detonazione di 8750 m/s) e 39,5% TNT (velocità di detonazione di 6900 m/s), insieme a 1% di cera di paraffina per migliorarne la malleabilità. Generalmente è descritto come 60/40 RDX/TNT con 1% di paraffina aggiunta.

## Proprietà
- Densità: 1,65 g/cm³
- Velocità di detonazione: 8050 m/s

## Uso
Composition B era molto comune nelle munizioni degli Stati Uniti e altri paesi occidentali, ed era l'esplosivo standard dall'inizio della seconda guerra mondiale fino agli inizi degli anni 1990, quando è stata sostituita da esplosivi meno sensibili. Alcuni produttori di munizioni approvati dalla NATO, come la Mecar, continuano a usare la Comp B nei loro prodotti.
Composition B è simile alla Cyclotol, la quale ha più alte proporzioni di RDX (fino al 75%).
Il Composition B era presente nell'esplosivo utilizzato per la Strage di Bologna.

## Nella cultura generale
- Comp B è presente nel film del 1998 Salvate il soldato Ryan, come l'esplosivo usato per le "bombe appiccicose" improvvisate usate per far saltare i cingoli dei carri tedeschi nella battaglia finale.
- Composition B è usato dai fanti americani nel videogioco Company of Heroes per costruire bombe appiccicose improvvisate anticarro.
- La Comp B viene usata molto spesso nel videogioco Medal of Honor: Airborne per distruggere materiali nemici (depositi di munizioni, antenne radio, cannoni ,ecc.).